# مناورات نسر الأناضول

شعار مناورات نسر الأناضول

مناورات نسر الأناضول أو (بالإنجليزية: Anatolian Eagle Maneuvers)‏ هي مناورات عسكرية مشتركة تقام بين القوات المسلحة لكل من تركيا والولايات المتحدة الأمريكية بمشاركة قوات أخرى من دول حلف شمال الأطلسي والأردن والسعودية والإمارات وتعتبر من أكبر المناورات العسكرية المشتركة عالميا. تجرى سنويا في قاعدة كونيا الجوية وسط تركيا منذ سنة 2001.

## المناورات المنفذة
- نسر الأناضول 2016 : أقيمت فعاليات المناورة في مايو 2016.[3]
- نسر الأناضول 2014 : أقيمت فعاليات المناورة في 07 إبريل 2014.[4][5]
- نسر الأناضول 2013 : أقيمت فعاليات المناورة في 11 يونيو 2013.[6][7][8]
- نسر الأناضول 2012 : أقيمت فعاليات المناورة في 11 يونيو 2012.[9][10]
- نسر الأناضول 2011 : أقيمت فعاليات المناورة في 13 يونيو 2011.[11][12][13]
- نسر الأناضول 2010 : أقيمت فعاليات المناورة في 29 إبريل 2010.[14]